# Ljubov' Sirota
Ljubov' Makarovna Sirota (in ucraino Любов Макарівна Сирота?, Ljubov Makarivna Syrota; Ertis, 21 giugno 1956) è una poetessa, scrittrice e attivista ucraina.
Come ex abitante della città di Pryp"jat', testimone oculare e vittima del Disastro di Černobyl', ha dedicato gran parte della sua produzione creativa alla catastrofe del 1986. Scrive sia in ucraino che in russo e traduce dall'ucraino al russo e viceversa. Le sue poesie sono state tradotte in molte lingue, tra cui l'inglese.

## Biografia
Sirota è nata a Ertis (allora nota come Irtyšsk), nella regione di Pavlodar, in Kazakistan (allora parte dell'URSS) da una numerosa famiglia ucraina in esilio. Dopo un anno dalla sua nascita la sua famiglia si è trasferita a Frunze (oggi Biškek), capitale del Kirghizistan poiché la madre voleva trasferirsi in città per dare ai figli maggiori opportunità di istruzione e formazione. Sirota ha trascorso la sua infanzia a Frunze, dove ha compiuto i primi studi di letteratura e dove ha pubblicato le sue prime opere su riviste Kirghise.
Nel 1975 si è trasferita con i genitori nella loro patria d'origine, l'Ucraina. Lì si è laureata in lingua e letteratura russa presso il dipartimento di filologia dell'Università Nazionale Oles Honchar di Dnipro. Nel 1983 si è trasferita con il figlio Aleksandr nella nuova città di Pryp"jat', a 1,5 km di distanza dalla centrale nucleare di Černobyl', dove ha diretto il gruppo letterario "Prometej" e un programma di scrittura per bambini. Ha anche diretto il dipartimento del Palazzo della Cultura "Energetyk". Al Palazzo della Cultura, Sirota ha scritto e diretto due opere teatrali: il musical "My ne mogli drug druga ne najti" (in italiano: Non potevamo non trovarci) e "La mia specialità - una vita", una biografia della poetessa russa Marina Ivanovna Cvetaeva. Quest'ultima opera, che aveva avuto maggior successo, doveva essere replicata quando il 26 aprile 1986 esplose la centrale nucleare di Černobyl'. Sirota e suo figlio sono stati tra le decine di migliaia di persone evacuate dall'area in seguito all'evento. Le loro vite sono cambiate per sempre a causa dell'evacuazione, della perdita di amici e conoscenti e dell'aggressione alla loro salute dovuta all'esposizione alle radiazioni.
L'esperienza di vita dopo Černobyl' l'ha portata a comprendere la necessità di cercare una via per la sopravvivenza dell'umanità e il salvataggio del nostro pianeta. È nato così "An Appeal to the Citizens of Earth from the victims of the Chernobyl catastrophe" (in italiano: "L'appello ai cittadini della Terra da parte delle vittime di Černobyl'"), da cui è partita l'azione internazionale annuale "Il pianeta salvato". Uno degli articoli di Ljubov Sirota "La modellazione del futuro - è una realtà" è dedicato a questo tema.
Nonostante la sofferenza, però, l'esperienza accresce il talento poetico di Sirota. Per esprimere il suo dolore e la sua rabbia scrive poesie che hanno acquistato notorietà dopo l'uscita nel 1988 del film sulla catastrofe di Černobyl' Porih di Rollan Serhijenko, di cui è coautrice. Nel 1988 ha ricevuto il premio Boicenko per le sue opere e per il suo attivismo. Le poesie sono state raccolte in un libro, "Noša" (in ucraino Ноша?; in italiano: Fardello), che è stato pubblicato nel 1990 a Kiev, dove Sirota vive con la sua famiglia. Nоšа si apre con un trittico di poesie dedicate alla città evacuata di Pryp"jat'. In Radiofobia (la radiofobia è la paura delle radiazioni ionizzanti), una delle poesie della raccolta, Sirota appare particolarmente arrabbiata verso le bugie e i doppi standard delle autorità criminali dell'ex URSS. Questa poesia, presente in Porih, ha ispirato Julio Soto, scrittore e regista del film ispano-americano Radiophobia.
A Kiev Sirota ha lavorato come montatrice negli studi cinematografici Dovzhenko. Dopo l'evacuazione da Pripyat ha riorganizzato "Prometej", utilizzando la poesia e la musica per proclamare la verità sull'area di Čornobyl' e sulla sua gente. Ha scritto articoli per la rivista "Literaturna Ukraïna". Tuttavia, i ripetuti ricoveri in ospedale per affaticamento e dolore (conseguenze tipiche dell'esposizione alle radiazioni) hanno interferito sempre più con il suo lavoro. Dal 1992 Sirota è invalida e ha sviluppato un tumore al cervello, ma a casa continua a impegnarsi per evitare un'altra Černobyl'. Nel maggio 2000 è tornata per una breve visita nella sua casa di Pryp"jat' con il figlio.
Le sue poesie sono state tradotte dal russo in altre lingue, tra cui l'inglese, il francese, il tedesco e l'italiano, e sono note in molti Paesi grazie alla traduzione di Nоšа in inglese (Burden). La poesia di Sirota è stata pubblicata in riviste e antologie negli Stati Uniti, in Canada e nel Regno Unito. In Italia Ugo Parsi dell'Università di Bologna ha scritto un saggio sulla sua poetica.
Nel 2022, dopo l'invasione russa dell'Ucraina e un mese e mezzo di permanenza sotto occupazione, Ljubov' Sirota è stata costretta a lasciare la sua patria. Nell'agosto 2022, ha partecipato al 75º anniversario del Festival Internazionale di Edimburgo in "the Poetry Reading: Art and Activism in the Nuclear Age" presso la Scottish Poetry Library, dove poeti scozzesi e internazionali hanno parlato delle "catastrofiche, diffuse e persistenti conseguenze umanitarie e ambientali poste dall'invasione russa dell'Ucraina".
Il 7 gennaio 2023 la poesia di Ljubov' Sirota è stata presentata al convegno della Modern Language Association of America (MLA) che si è svolto a San Francisco.